# Ducato di Atri
Il Ducato di Atri, occupava la parte più settentrionale del Regno di Napoli nell'Abruzzo Ulteriore I, confinante nel periodo di massima espansione a nord con lo Stato Pontificio, ad ovest con la contea di Montorio, con Teramo, con i beni del Vescovado Aprutino, con Amatrice e con il Contado dell'Aquila, ad est con il mare Adriatico, a sud con il fiume Saline, il Marchesato di Città Sant’Angelo ed altri feudi minori.
Fecero parte in tempi diversi del territorio le località di Silvi, Montepagano, Canzano, Morro, Cellino, Castelvecchio, Castelvecchio Trasmondo, Notaresco, Guardia Vomano, Corropoli, Mosciano Sant'Angelo, Poggio Morello, Ripattoni, Controguerra, Colonnella, Torano, Sant’Omero, Tortoreto, Bellante, Forcella, Montagna di Roseto con le sue ville (oggi parte dei comuni di Cortino e Crognaleto), Valle Castellana, Montone, Montorio (poi eretto a contea dei Camponeschi), e Giulia, già San Flaviano, con titolo di contea. In realtà il titolo ducale era formalmente limitato al solo territorio di Atri e solo successivamente venne utilizzato per identificare i domini abruzzesi degli Acquaviva che fino a tutto il secolo XV erano tradizionalmente noti con il nome di Baronia.

## Capitale

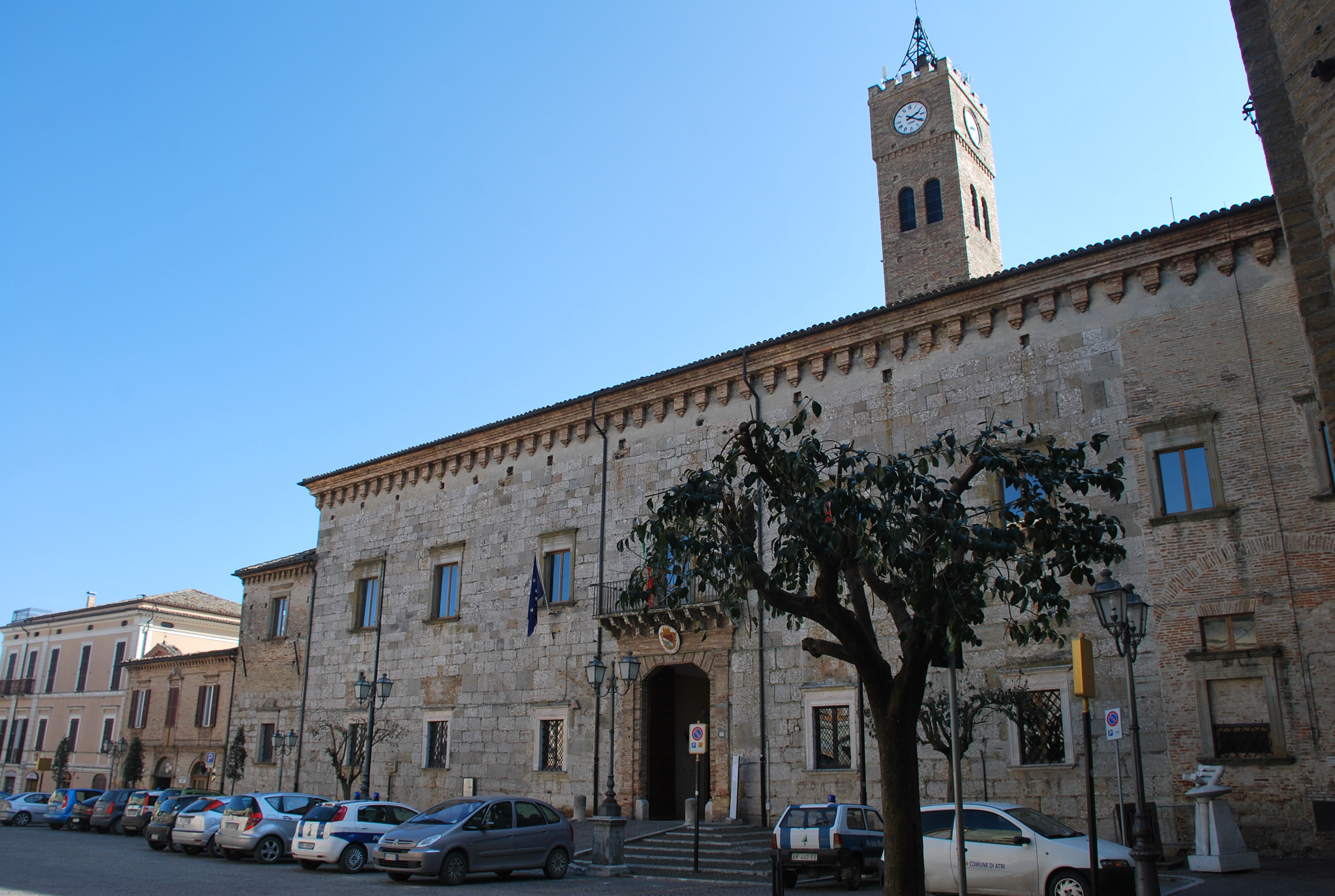
Palazzo ducale di Atri

La sede dei duchi Acquaviva, era ufficialmente collocata nel palazzo ducale di Atri a cui si aggiungeva la residenza estiva di Giulianova. I duchi possedevano altri immobili di rappresentanza, in tempi più antichi nel castello di Morro d'Oro, nel castello di Canzano, nel castello di Sant'Omero, nel castello di Mosciano, in quello di Ripattoni e Bellante, a Colonnella, a Montone e Tortoreto. In particolare a Napoli dove risiedevano per lunghi periodi per ragioni di ufficio, tra i quali si ricorda il palazzo Atri sito nella via omonima, prolungamento di via Nilo, non lungi da piazza San Domenico Maggiore.

## Storia
Eretto a ducato sin dal 1395, divenendo il più antico ducato del Regno di Napoli non appartenente a famiglia reale, in persona di Andrea Matteo I Acquaviva (+1407), figlio ed erede di Antonio conte di San Flaviano e di Montorio (+ 1395) che aveva acquistato Atri nel 1393 e di Ceccarella Cantelmo, sposato con Caterina Tomacelli nipote di papa Bonifacio IX; i suoi titolari vennero insigniti del titolo onorifico di 1º Duca del Regno. La costituzione dello stato di Atri in ducato avvenne in un momento di difficoltà economiche di re Ladislao a cui gli Acquaviva seppero prontamente rispondere con cospicui sostegni finanziari divenendo ferventi partigiani degli Angiò della linea di Durazzo, dei quali godettero i loro favori fino alla loro estinzione. 
Con l'avvento della dinastia aragonese gli Acquaviva, soprattutto nelle persone di Giosia e Andrea Matteo III subirono menomazioni nel territorio del ducato a causa della loro infedeltà dovuta principalmente a pretese territoriali non corrisposte dai sovrani. Particolarmente aspri furono gli scontri durante la seconda metà del secolo XV quando il ducato passò per alcuni anni nelle mani di Matteo di Capua che per conto del re Ferrante I d'Aragona, occupò il ducato e lasciò morire di peste il duca ribelle Giosia, la sua moglie e alcuni dei suoi figli con famigliari arroccati nel castello di Cellino nell'agosto del 1462, e successivamente subì il sequestro di alcune località e roccaforti annesse al demanio regio. L'essere la famiglia Acquaviva simpatizzante del partito francese e la sua partecipazione alla congiura dei Baroni, costò il ripetuto sequestro del ducato ad Andrea Matteo III imprigionato a Napoli, e la cui successione venne tolta al suo primogenito Gio. Francesco, potendolo riottenere solo nel 1530, dopo una breve concessione fatta prima a Fabrizio Colonna e poi a suo figlio Ascanio Colonna (1525), trasferendolo al suo secondogenito Gio. Antonio Donato, a seguito di una difficile e costosa causa con il fisco.

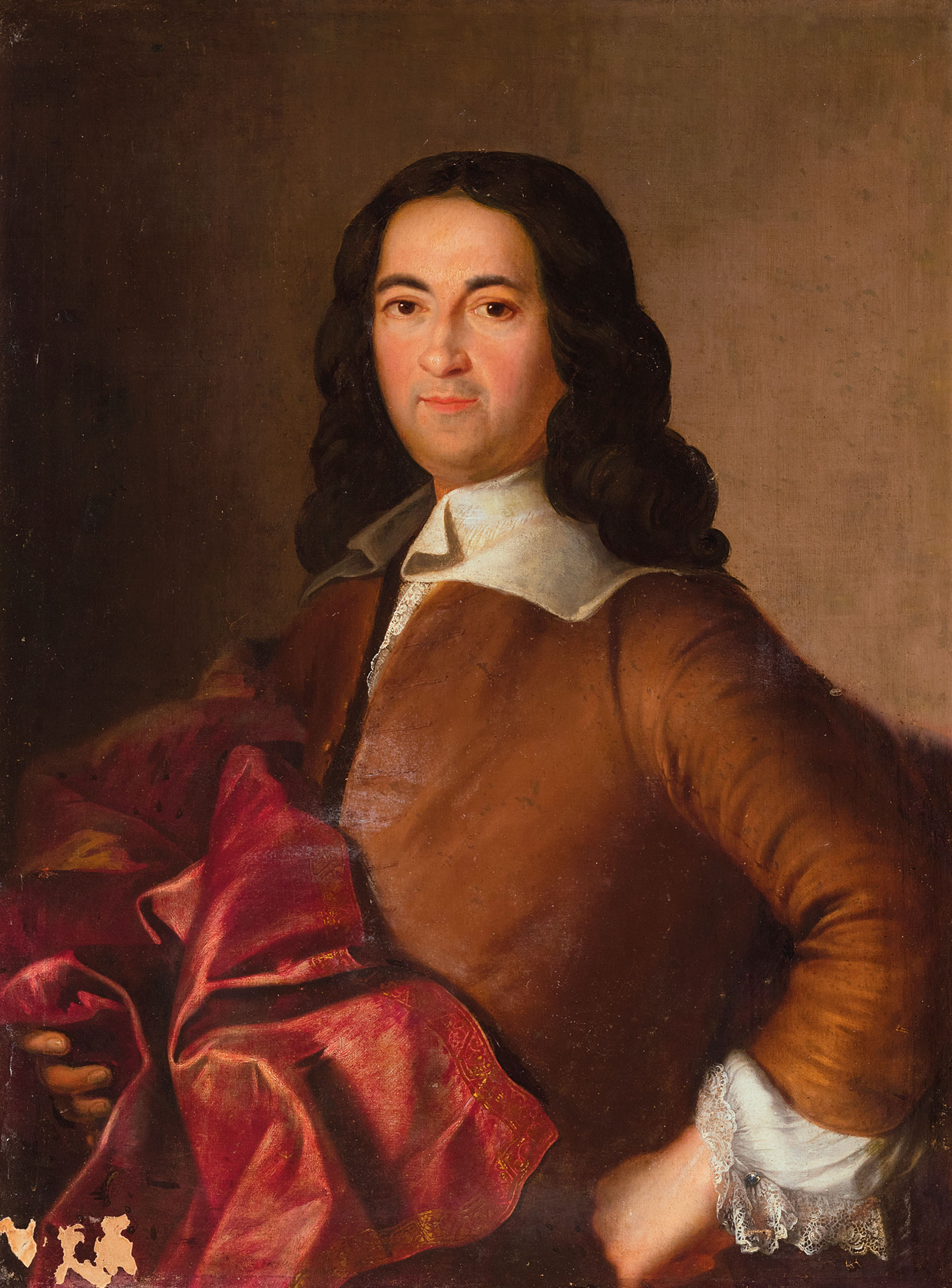
Giovan Girolamo II Acquaviva

Durante il periodo spagnolo il ducato visse un periodo di relativa tranquillità anche se le condizioni finanziarie della famiglia ducale la costrinsero ad ipotecare numerose località appartenenti al territorio dello stato, delle quali alcune vennero recuperate solo dopo la metà del XVII secolo altre perse definitivamente. Alla morte dell'ultimo duca Rodolfo nel 1755 sposato a Laura Salviati, e di sua sorella Isabella nel 1760, ultima duchessa del suo ramo, sposata a Filippo Strozzi, chiamati alla successione dal loro fratello cardinale Troiano ma ambedue privi di prole, la Corona, considerata la natura di territorio di confine del ducato, avocò a sé l'intero stato, che tranne brevi periodi fu posseduto sempre ed esclusivamente dagli Acquaviva, evitando di riconcederlo al ramo degli Acquaviva conti di Conversano che avevano avanzato istanza di concessione, come eredi legittimati alla successione, facendolo confluire nella amministrazione dei regi stati allodiali che condivise la medesima normativa speciale con gli stati mediceo farnesiani.
Ai conti di Conversano venne tuttavia concesso di conservare il solo titolo di Duca di Atri conservatosi fino all'ultima rappresentante di tale famiglia, Giulia (1887 - 1972), ultima duchessa titolare di Atri di casa Acquaviva. 
Sul finire del secolo XVIII la popolazione dei Regi Stati Allodiali di Atri era superiore ai 35.000 abitanti.

## Economia
Tra i maggiori cespiti economici tradizionali del ducato vi erano i proventi derivanti dalla transumanza del bestiame ovino che d'estate risaliva sui pascoli appartenenti al ducato posti sul versante orientale dei Monti della Laga e veniva indirizzato in buona parte durante l'inverno nelle "Poste di Atri" e in alcuni dei "Regi Stucchi" inclusi nel territorio del ducato, nell'ambito del sistema fiscale della Doganella d'Abruzzo e la coltivazione del riso (Atri, Colleranesco, Bellante, Poggio Morello, Sant'Omero ecc.)

## Duchi d'Atri
1. Antonio Acquaviva, duca dal 1393 al 1395
2. Andrea Matteo I, dal 1395 al 1407
3. Antonio II, dal 1407 al 1414
4. Pierbonifacio, dal 1414 al 1421
5. Andrea Matteo II, dal 1421 al 1442?
6. Giosia I, dal 1442? al 1462
7. Matteo di Capua, dal 1462 al 1467 ca.[13]
8. Giulio Antonio, dal 1467 al 1481
9. Andrea Matteo III, dal 1481 al 1529 (la titolarità del ducato non fu continuativa)
10. Pietro Lalle Camponeschi, 1485[14]
11. Ascanio Colonna 1527[15]
12. Giannantonio Donato, dal 1529 al 1554
13. Gian Girolamo I, dal 1554 al 1592
14. Alberto, dal 1592 al 1597
15. Giosia II, dal 1597 al 1620
16. Francesco, dal 1620 al 1649
17. Giosia III, dal 1649 al 1679
18. Giovan Girolamo II, dal 1679 al 1709
19. Giosia IV, dal 1709 al 1710
20. Domenico, dal 1710 al 1745
21. Troiano, dal 1745 al 1747
22. Rodolfo, dal 1747 al 1755
23. Isabella, dal 1755 al 1760

Alla morte senza discendenza di Isabella, lo stato d'Atri viene devoluto al regio demanio; il solo titolo ducale passa nel 1790 a Carlo Acquaviva (1733-1800), dei conti di Conversano e duchi di Nardò. L'ultima Acquaviva del ramo di Conversano è stata Giulia (1887-1972), XXV duchessa titolare d'Atri.